# マイク・ウォフォード
マイク・ウォフォード（Mike Wofford、1938年2月28日 - ）は、テキサス州サンアントニオ生まれでカリフォルニア州サンディエゴで育ったアメリカのジャズ・ピアニスト。サラ・ヴォーン（1979年）やエラ・フィッツジェラルド（1989年-1994年）の伴奏を務めた。
1960年代には、アルバム『Strawberry Wine』『Summer Night』によってジャズ界で広く知られていた。また、ショーティ・ロジャース、バド・シャンク、ジョー・パス、シェリー・マン、ケニー・バレル、ズート・シムズらと共演した。

## ディスコグラフィ

### リーダー・アルバム
- Strawberry Wine (1966年、Epic)
- Summer Night (1968年、Milestone)
- 『トリーモニシア』 - Scott Joplin: Interpretations '76 (1976年、Flying Dutchman)
- Afterthoughts (1978年、Discovery)
- Mike Wofford Trio Plays Jerome Kern Vol. 1 (1980年、Discovery)
- Mike Wofford Quartet Plays Jerome Kern Vol. 2 (1980年、Discovery)
- Mike Wofford Trio Plays Jerome Kern Vol. 3 (1981年、Discovery)
- Sure Thing (1981年、Discovery)
- Funkallero (1987年、Trend)
- Plays Gerald Wilson "Gerald's People" (1988年、Discovery)
- 『リトル・ガール・ブルー』 - Mike Wofford at Maybeck (1991年、Concord Jazz)
- Synergy (1998年、Heavywood)
- Time Cafe (2001年、Azica)
- Transition and Transformation (2001年、Nine Winds) ※with バートラム・トゥレツキー
- Turn Signal (2012年、Capri)
- It's Personal (2013年、Capri)[3]

### 参加アルバム
エレク・バクシク
- 『バード&ディズに捧ぐ』 - Bird and Dizzy – a Musical Tribute (1975年、Flying Dutchman)

ケニー・バレル
- Both Feet on the Ground (1973年、Fantasy)

ギル・フラー
- Night Flight (1965年、Pacific Jazz)

リチャード・グルーヴ・ホルムズ
- 『シックス・ミリオン・ダラー・マン』 - Six Million Dollar Man (1975年、RCA/Flying Dutchman)

ジョン・クレマー
- 『コンスタント・スロブ』 - Constant Throb (1971年、Impulse!)

シェリー・マン
- 『ジャズ・ガン』 - Jazz Gunn (1967年、Atlantic)
- Daktari (1967年、Atlantic)
- Alive in London (1970年、Contemporary)
- 『マンカインド』 - Mannekind (1972年、Mainstream)
- Perk Up (1976年、Concord) ※1967年録音
- Essence (1977年、Galaxy)
- French Concert (1979年、Galaxy) ※1977年録音 with リー・コニッツ

オリヴァー・ネルソン
- 『スカル・セッション』 - Skull Session (1975年、Flying Dutchman)
- 『ストールン・モーメンツ』 - Stolen Moments (1975年、East Wind)

ハワード・ロバーツ
- Antelope Freeway (1971年、Impulse!)
- Equinox Express Elevator (1972年、Impulse!)

ソニー・スティット
- 『ダンピー・ママ』 - Dumpy Mama (1975年、Flying Dutchman)

ジェラルド・ウィルソン
- 『カリフォルニア・ソウル』 - California Soul (1968年、Pacific Jazz)
- Lomelin (1981年、Discovery)

ケニー・ランキン
- 『プロフェッショナル・ドリーマー』 - Professional Dreamer (1995年、Private Music)